# دوري اسطنبول لكرة القدم 1937–38
دوري اسطنبول لكرة القدم 1937–38 (بالتركية: 1937-38 İstanbul Futbol Ligi)‏ هو موسم من دوري اسطنبول لكرة القدم ‏. فاز فيه Güneş S.K. ‏.